# HMX-1
Marine Helicopter Squadron One (HMX-1) er en helikopter eskadrille under United States Marine Corps. Den har base på Marine Corps Air Facility Quantico i staten Virginia. Eskadrillen udfører flyvninger for USA's præsident, vicepræsidenten, regeringsmedlemmer, og andre VIP'ere. Når præsidenten bliver transporteret af HMX-1, er flyenes kaldesignal Marine One. 
Der bliver oftest benyttet fly af typerne Sikorsky SH-3 Sea King og UH-60 Black Hawk.